# Кульчицький Микола Леонідович
Микола Леонідович Кульчицький  (1 квітня 1906, Суботці — 24 лютого 1989, Київ) — український радянський кінооператор, класик українського операторського мистецтва. Заслужений діяч мистецтв УРСР (1983). Мав 12 авторських свідоцтв за винаходи в галузі кінотехніки.

## Життєпис

Могила Миколи Кульчицького, Байкове кладовище

Народився 1 квітня 1906 р. в с. Суботці Херсонської обл. в родині службовця. Працював на Одеській кінофабриці (1928—1934).
Закінчив операторське відділення Одеського державного технікуму кінематографії (1930), навчався в аспірантурі Київського кіноінституту (1930 — 1933). Серед вчителів Миколи Кульчицького представники різних професій — художник Йосип Шпінель, оператор Олексій Калюжний, скульптор Борис Яковлєв, мистецтвознавець Борис Варнеке, археолог Михайло Болтенко, фізик Єлпідіфор Кирилов, фізико-хімік Олексій Балл.
З 1934 р. — оператор Київської студії художніх фільмів. Після закінчення німецько-радянської війни був репресований та засуджений до строку у таборах, про що мало хто знав.
Був членом Спілки кінематографістів України. Дружина — організатор кіновиробництва Тетяна Кульчицька (1920—1997).
Помер 24 лютого 1989 року в Києві. Похований разом з дружиною на Байковому кладовищі (ділянка № 49а, 50°25′1.41″ пн. ш. 30°30′5.94″ сх. д. / 50.4170583° пн. ш. 30.5016500° сх. д.).

## Творчі та людські особливості
Все у фільмі залежить від того, наскільки оператор подолає в собі творчий егоїзм. Наскільки він зіллється з режисером. Бути присутнім у фільмі, але в шапці-невидимці — ось моє правило. І завдання своє як оператора я вбачаю у тому, щоб підняти сценарне і режисерське вирішення — зробити його більш виразним, опуклим, дохідливим. Не на користь фільму йде, коли оператора надто хвалять. Це означає — його видно.
Був оператором першого українського кольорового кінофільму — «Сорочинський ярмарок» (1938). Колега-оператор Євген Сологуб вважав, що вже в цьому операторському вирішенні Миколи Кульчицького присутні зародкові елементи українського поетичного кіно. Кінознавиця Алла Жукова також відзначала поетичність пейзажних та акторських планів оператора у цьому фільмі, як і танок героїні Валентини Івашової, відзнятий у круговому русі.
У творчості оператора 1950-х років переважають епічні форми, портретний кіноживопис. Алла Журова писала про доробок Миколи Кульчицького:
|  | Творча робота Миколи Леонідовича відзначається поетичністю бачення світу, людяністю, гармонійним злиттям зображення людини та її оточення, виразністю кінематографічних засобів (композиція, рух, пейзаж, колір, крупний план). |

Неодноразово співпрацював з кінорежисером Володимиром Денисенком, відзнявши з ним стрічки «На Київському напрямку» (1968), «Женці» (1978) та «Високий перевал» (1981).
Був автором низки операторських винаходів різної складності, зокрема носилок для операторів. На всі натурні знімання возив з собою велику фанерну лопату, якою вигадав перекривати камеру від сонця. Мав найбільшу в Україні колекцію фотооб'єктивів та кіно-фотокамер.
У кіносередовищі Миколу Кульчицького називали «Татом» за батьківське ставлення до колег будь-яких професій: механіків, освітлювачів, декораторів тощо. Не вживав м'яса, небагато їв. Навіть досягнувши пенсійного віку, не припиняв стежити за технічними новинками, міг підтримати розмову на будь-яку тему. Колега-оператор Олександр Найда згадував, що Миколу Кульчицького «любили за своєрідний гумор, за дотепну реакцію словом, мімікою, просто поворотом голови».

## Фільмографія
- «БУПР — не тюрма» (1928),
- «Радянська Молдавія» (1929),
- «25.000» (1930),
- «Всесвітній з'їзд пролетарських письменників» (1932),
- «Каховський плацдарм» (1934),
- «Моє» (1934),
- «Справжній товариш» (1937, у співавт. з З. Чернявським),
- «Сорочинський ярмарок» (1938),
- «Травнева ніч» (1940, у співавт.),
- «Полум'я гніву» (1955),
- «Одного чудового дня» (1955),
- «Іван Франко» (1956),
- «Під Золотим орлом» (1957),
- «Киянка» (1-2 с, 1958—1959),
- «Небо кличе» (1959),
- «Спадкоємці» (1960),
- «Сейм виходить з берегів» (1962),
- «Новели Красного дому» (1963),
- «Немає невідомих солдатів» (1964),
- «Бур'ян» (1966),
- «На Київському напрямку» (1968),
- «Анничка» (1968),
- «На зорі туманної юності» (1970, т/ф, відзнака журі за найкращу операторську роботу Всесоюзного фестивалю, Мінськ, 1971),
- «Олеся» (1971),
- «Тихі береги» (1972),
- «Абітурієнтка» (1973, у співавт. з О. Прокопенком),
- «Щовечора після роботи» (1973),
- «Анна і Командор» (1974),
- «Ви Петька не бачили?» (1975),
- «Р. В. С.» (1977),
- «Женці» (1978),
- «Червоне поле» (1979, т/ф, 2 с),
- «Мій генерал» (1979, т/ф, 2 а),
- «Жінки жартують серйозно» (1981),
- «Високий перевал» (1982),
- «Не було б щастя...» (1983)